# Bonnie Dennison
Bonnie Dennison (New York, 15 febbraio 1989) è un'attrice statunitense.

## Biografia e carriera
Nata a New York, è conosciuta maggiormente per aver interpretato il ruolo di Emily Yokas nella serie televisiva Squadra emergenza dal 2002 al 2005.
Ha anche partecipato ad alcuni spot dell'Actimel, Losethezits.com e Verizon Wireless.

## Filmografia parziale

### Cinema
- The Education of Max Bickford (2002)
- Black Irish (2007)
- Stake Land, regia di Jim Mickle (2010)
- Beneath, regia di Larry Fessenden (2013)

### Televisione
- 100 Centre Street - serie TV, episodio 2x10 (2001)
- Law & Order - Unità vittime speciali (Law & Order: Special Victims Unit), episodio 3x19 (2002)
- Law & Order - I due volti della giustizia (Law & Order) - serie TV, episodio 12x19 (2002)
- Squadra emergenza (Third Watch) - serie TV (2002-2005)
- Sentieri (The Guiding Light) - serie TV (2007)
- Ugly Betty - serie TV, episodio 3x06 (2009)
- Criminal Minds: Suspect Behavior - serie TV, episodio 1x09 (2011)
- NCIS - Unità anticrimine (NCIS) - serie TV, episodio 9x02 (2011)